# MUSIC (マドンナの曲)
「MUSIC」（ミュージック）は、アメリカの歌手マドンナにとって8枚目のスタジオ・アルバムとなる同名アルバム（2000年）のタイトル・トラックとして録音され、2000年8月21日にマーヴェリックとワーナー・ブラザース・レコードからリード・シングルとしてリリースされた。
「ミュージック」はマドンナが観覧したスティングのコンサートからインスパイアされており、マドンナはミルウェイズとともに本楽曲を書きプロデュースも行った。曲はト短調の静的キーを使ったディスコ、エレクトロファンク、ダンス・ポップのナンバーとなっている。曲の中でマドンナのボーカルは電子的に加工されており、歌詞の内容は音楽が人々を一つにする統一力について歌われている。
正式にリリースされる前に、曲はインターネットに流出し、ナップスターをはじめとするウェブサイトで聞く事が出来る状態になっていた。それに対しマドンナのチームは法的措置を辞さない対応を見せた。「ミュージック」は様々な形態でリリースされ、リミックスも多数制作された。音楽評論家は楽曲についてそのプロダクション、キャッチーさ、クラブフレンドリーさを賞賛し、マドンナの以前の楽曲との比較も行った。楽曲は商業的な成功を収め、オーストラリア、カナダ、イタリア、ニュージーランド、スイス、英国、米国などの主要市場を含む25か国のヒットチャートで首位となった。「ミュージック」はマドンナにとってBillboard Hot 100で12曲目となるチャートナンバーワンとなり、現時点で最後の首位獲得シングルになっている。また、ダンス・クラブチャートでも合計5週に渡りトップを記録し、これはマドンナの楽曲の中でも最長。「ミュージック」は多くの批評家からマドンナのトップシングルとしてリストに含まれており、2000年代の最高の曲の1つとしてもランク付けされることがしばしばある。
ジョナス・アカーランド監督によるミュージック・ビデオは、コメディアンのアリ・Gが運転するリムジンでマドンナと彼女の友人たちが楽しんでいる様子を描いている。ビデオの中でマドンナはアメリカンなイメージを用いており、特に身に包んだカウボーイ・ファッションはポピュラーとなった。マドンナは楽曲のプロモーションの為に2000年のMTVヨーロッパ・ミュージック・アワードと第43回グラミー賞で「ミュージック」を披露し、グラミー賞では最優秀レコード賞と最優秀女性ボーカル賞にノミネートされた。さらにこの曲はこれまでマドンナが行ってきた5つのコンサート・ツアーで歌われておりセットリストの定番でもある、最後にコンサート・ツアーで披露されたのはレベル・ハート・ツアー（2015–2016）だった。

## バックグラウンドとライティング

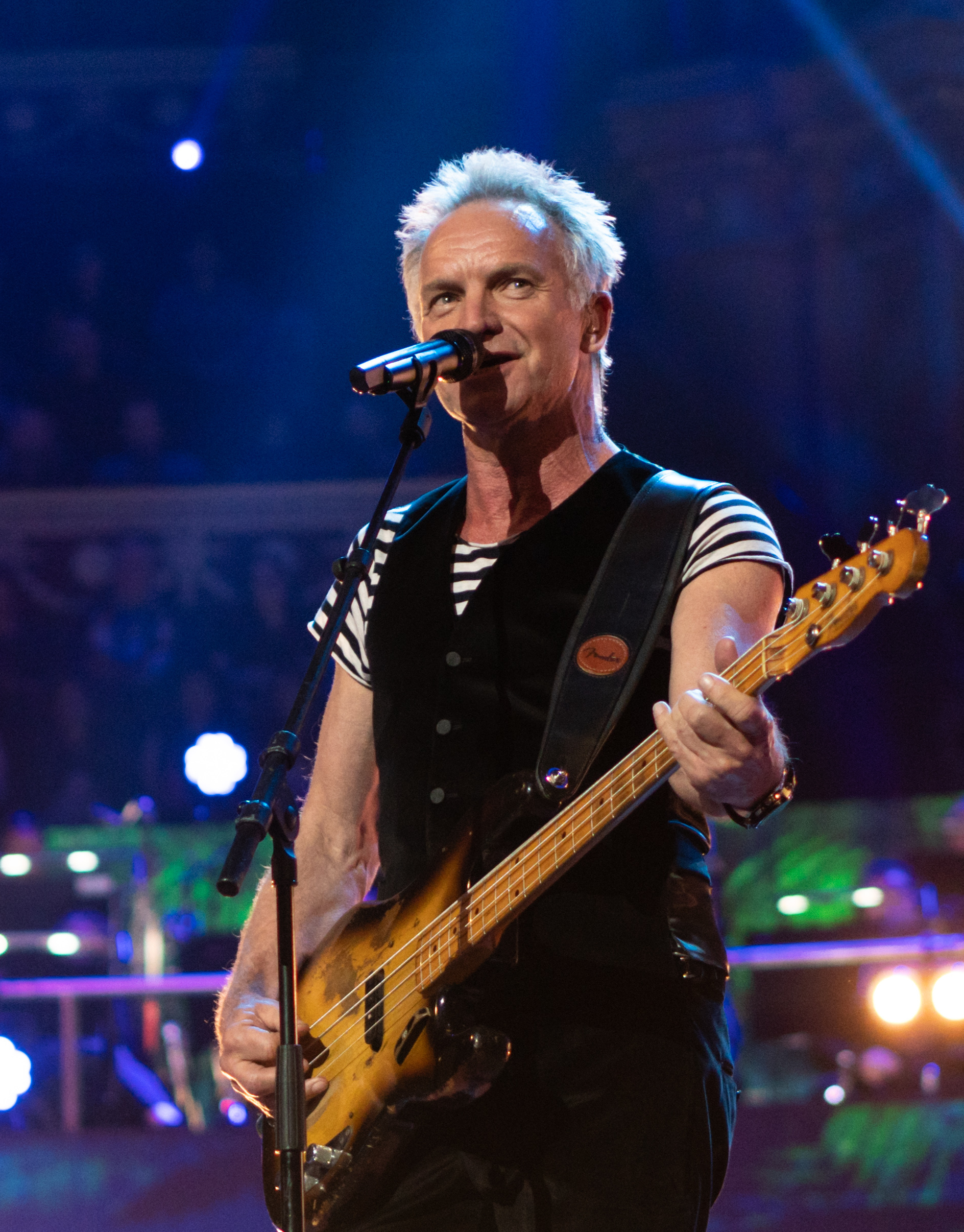
マドンナはニューヨーク市のビーコン劇場で行われたスティングのコンサートを観に行った後で「ミュージック」の制作を始めた。

7枚目のスタジオ・アルバムである『レイ・オブ・ライト』（1998）での評論と商業的な成功の後、マドンナは1999年に新しいコンサート・ツアーに着手するつもりだったが、映画『2番目に幸せなこと』のプロダクションの遅れのためにツアーはキャンセルされた 。2000年までに、マドンナはガイ・リッチー監督と交際をしていて、子供を妊娠していた。妊娠を取り巻くメディアの熱狂から気をそらしたいと思った彼女は、8枚目のスタジオ・アルバム『ミュージック』の制作に専念する事にした 。『レイ・オブ・ライト』の成功により、マドンナはレコーディングに熱心になり、写真家のステファン・セドゥナウイを通じて、フランスのDJ兼プロデューサーのミルウェイズ・アフマザイを紹介してもらった 。
マドンナはCNNとのインタビューの中で、マーヴェリック・レコードでのパートナーであるガイ・オセアリーからミルウェイズ・アフマザイというフランス人アーティストからのデモを貰ったことを回想した。米国ではほとんど知られていないミルウェイズがマーヴェリックと契約すべきかどうかについての意見をマドンナに仰いだのだ。アフマザイは常に音楽的なリスクを冒すことを好んでいたため、マドンナとのコラボレーションを通じてマドンナを最大限に活用したいと考えていた。「チャレンジで何かしら彼女のパーソナリティに隠れていたものを表す事が出来る。誰しもがマドンナをカメレオン、もしくは実業家として捉えているが、私は彼女のミュージシャンとしての可能性を示したかったんだ」と語った。
『レイ・オブ・ライト』が内省的なムードだったのに対して新しいアルバムでは弾ける準備が出来ておりタイトル・トラックには彼女自身を「今にも動き出しそうな動物」のようにさせるものを欲しがった。マドンナは楽曲制作のインスピレーションとして、彼女がニューヨーク市のビーコン・シアターで鑑賞したスティングのコンサートを挙げた。そのコンサートでは観客は最初行儀が良かったが、スティングが彼のバンドであるポリスの古いヒット曲を演奏し始めると「曲が始まった途端に人々は抑制と礼儀正しさを失い、誰もが手を握り合っていた。その光景は本当に私を感動させたの」と彼女はローリング・ストーンのジャン・シーダンに語った。「そして『それが音楽が人々に与えるものなんだ』と思った」と続けた。この経験からマドンナは「音楽は人々を結びつける/音楽はブルジョアジーと反逆者を作る」という曲の主要なフックのインスピレーションを得た。

## レコーディングと作曲
「ミュージック」のレコーディング・セッションは、1999年9月にロンドン西部のサームウェストスタジオで始まった。エネルギッシュなマドンナはタイトルトラックをパーティー・ソングかつ題材は愛にしたいと考えた。マドンナはアフマザイと一緒に歌詞とギターのコードを拾いながら曲のその他の部分を書き始めた 。「パラダイス (ノット・フォー・ミー)」の曲が完成した後、彼らはエレクトロファンクを「ミュージック」のトラックに試し、主要なベースを作成した。「実験的ではないよ」とミルウェイズは回想する。「しかし、それは容易な事でもなかった。これはアンダーグラウンドミュージックにとっての小さな勝利だったんだ。」 。マドンナによるとミルウェイズと一緒に「ミュージック」を書きプロデュースすることで、アルバム全体の残りの部分のトーンが決まったという 。しかし彼は英語が苦手だったため、彼らはコミュニケーションの問題に直面した。「私たちがレコーディングに入った最初の数日間、私は自分の髪を引き裂きたいと思っていた」とマドンナは回想した。そして彼女は彼のマネージャーに通訳として介入するように頼んだ。
「ミュージック」は、マドンナの加工された声が「ねぇDJ、レコードをかけて、私のベイビーと一緒に踊りたいの」というセリフを発するところから始まる。その歌詞の後に彼女の電子的に加工された声が「あなたはブギウギが好きか？」と尋ねる。プロデューサーはボーカルの加工の為にEMS2000ボコーダーを使用した。雑誌『キーボード」のアーニー・ライドアウトは「それは曲の始まりによく合っている」とした。Mark "Spike" StentはSony 3348HRとBASF931テープを使用して、SSL9000Jコンソールで曲を録音した。彼はロンドンのオリンピック・スタジオでSSLGシリーズQuantegy磁気テープを使用してそれでミックスを行った。ティム・ヤングはロンドンのチズウィックにあるメトロポリス・スタジオでトラックをマスタリングした。Rikky Rooksbyによると、プロダクション全体はドライサウンドで最初のコーラスに入るまでボーカルにコントラストを生み出している。ギターのフリックは、ブリッジのキーボードコードで聞くことができる。ヘッドフォンで聞くと音は右から左に、またはその逆に移動する。2001年のドラウンド・ワールド・ツアーを手がけたミュージシャンのスチュアート・プライスは「ミュージック」のリズミカルな構造は、クラフトワークの1977年のシングル「Trans- Europe Express」からインスパイアされたと語った 。

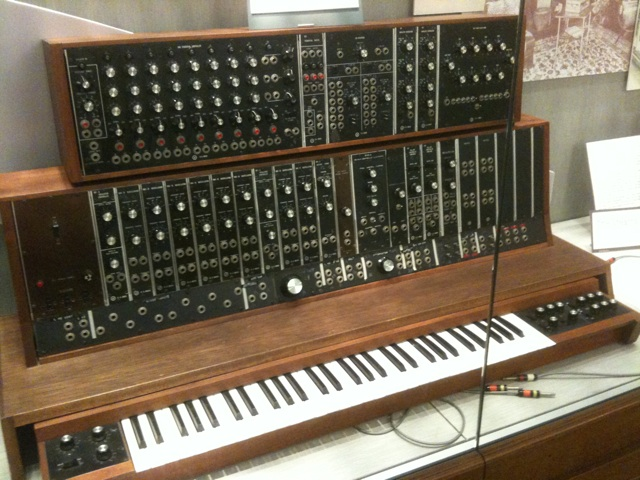
アナログのモーグ・シンセサイザーを使用して、「ミュージック」のインストルメンタル・リフを作成した。

「ミュージック」は一般的拍子記号を持っており、その構成は毎分120ビートの適度なテンポのト短調の静的キーに基づいている。マドンナのボーカルは、G ♭ 3からD 5の2行の音までの範囲で、コード進行としてGm–F–Gm–Fの基本シーケンスがある 。Santiago Fouz-HernándezとFreya Jarman-Ivensが書いた本「Madonna's Drowned Worlds」によると、「ミュージック」は「ディスコ・アンセムであり、そのビートは人々に立ち上がって踊るように命じているようだ」と書いている。著者は曲が歌の中心的な位置にあり、リバースしたシンバル・クレッシェンドからは「エレクトロニカのしぶきとプロダクションのトリック」、およびハモンドオルガンからは「厳密に量子化された」ピッチとサウンドがあると述べた。Fouz-Hernándezはマドンナが歌う際に口元をレコーディングマイクにかなり近づけて歌っている事に気づき、それが曲にナチュラルなサウンドをもたらしてる事に気付いた 。ビルボードのバリー・ウォルターズは、この曲にフランスのエレクトロニカと1970年代のエレクトロファンクの要素がある事を発見した。同じくRichard S. Heはこのレコードを「ポストモダン、ダンス・ポップの逃亡者」と表現した。楽曲のインストゥルメンタル・リフは、1970年代のアナログモーグ・シンセサイザーによって作成され、最終的に曲のフェードアウトを誘導している。Jarman Ivensは「ミュージック」のプロダクションはディスコとファンクだけに関連したものでないが、自然に俗っぽさが出てるとした 。
歌詞の内容は、音楽の団結力について繰り返しており、サビの歌詞ではマドンナがブルジョワジーを切り捨てたことで政治的な意味合いを持っていると見なされた。Fouz-Hernándezは「私のベイビーと踊りたい」というセリフは、そのカジュアルな俗っぽさからゲイのリスナーとのつながりを強化するとしている。彼はこの楽曲をマドンナの最初のシングル「エヴリバディ」（1982年）と比較した。どちらの曲でも音楽には「人種、性別、セクシュアリティの分裂を克服する力がある」と彼女はメッセージを込めている。また、マドンナがニューヨークで一人暮らしをしてニューヨークのナイトクラブシーンで目立っていた時を思い起こすかのようだとした 。ビルボードによるとマドンナのボーカルはトラック内で「ハイパーアクティブなビート、グルーブ、そして刺すようなパーカッシブな要素を結びつけている」として、更にこの曲はキャメオ、ハービー・ハンコック、ニッツァー・エブ、ロジャー・トラウトマンからの影響が染み込んでいると付け加えた。  

## リリースとリーク
2000年6月2日、曲の不完全なデモがインターネットに流出した。30秒からほぼ3分の範囲のトラックのスニペットが、ファンのWebサイトと音楽ダウンロードサイトのナップスターを介して回覧された。マドンナの広報Caresse Normanはこれはあくまで未完成のバージョンであると述べた。ワーナー・ブラザーズ・レコードはナップスターに対する法的措置をちらつかせる声明を発表し、「サイトの所有者はこの曲の不正ダウンロードの許可をやめるという私たちの正当な要求に直ちに応じるように」という要望を出した。マドンナはリークについて失望し、彼女の公式ファンクラブ「アイコン」の会報の中でリークについての手紙を発表した 。リークに対する訴訟はマドンナがナップスターについて行った対応としてメディアで報道された 。
ワーナー・ブラザーズ・レコードは当初2000年7月にシングルをラジオ向けにリリースされる予定にしていたが、それは8月1日に延期され、CDシングルのリリースも8月21日に行われた。マドンナはシングルのリリースと同時にmadonnamusic.comという新たなウェブサイトを立ち上げた。マドンナはファンに「あなたは私のニュー・シングルについてもう聞いたと思いますが、シングルはもうすぐ発売される事をお伝えします。私はミルウェイズと呼ばれるフランス人の男性と一緒にこのトラックに取り組みました」とメッセージを発表した。
CDとカセットシングルのB面には、タルヴィン・シンとのコラボレーション曲「サイバー・ラガ」が収録されている。グルーヴ・アルマダ、ディープ・ディッシュ、ビクター・カルデロン、ヘックス・ヘクター、トレイシー・ヤングによる「ミュージック」のリミックスも制作された。リミキサー陣はマドンナの手によって選ばれ 「私のレコードがクラブで流される事はとても大事。私の始まりはそこからだったし、おそらく私がいつも最もくつろげる場所でもあるから」と語った。現代のクラブ・ミュージックはカルデロンによる楽曲のリミックスにインスピレーションを与えているとされる。ディープ・ディッシュのリミックスではハウスビートとベースラインが使用され、ヘクターはエレクトロスキュービート、ギターリック、ブレイクビーツをリミックスに使用した。ヤングズ13・ミニッツ・リミックスでは、アンビエントの間奏、ハウスミュージックのリズム、トランス、1970年代の音楽を使用し、マドンナの歌が新鮮に聞こえるようにした。クラブDJは、8月2、8、15日にプロモーションリミックスを受け取り、8月22日にマキシCDとダブルビニールの形態で小売店にリリースされた。 

## 評価
曲がリリースされると、批評家からは一般的に肯定的なレビューを受けた。J.ランディ・タラボレッリは、「ミュージック」を「未来に届くだけでなく、古き良きディスコ時代のイメージや感情を巧みに想起させる」ダンスアンセムとして宣言した 。似たようなレビューとしてはルーシー・オブライエンが、楽曲を「ディスコ・ガールの復活」だとした。彼女は本楽曲を「 ヴォーグ 」や「 ジャスティファイ・マイ・ラヴ 」（どちらも1990年にリリース）といった以前のシングルと同等に、マドンナのキャリアを決定付ける一曲とした。オブライエンはこの曲を「クオリティ、ロボティック、安っぽさ、低級、そして生意気」と定義付け、「マドンナをダンスとパーティーに降伏させた」と語った。オールミュージックのスティーヴン・トマス・アールワインは、これを「この強く打ちつけるようなトラックはいちいちファンキーで、密度が高く、セクシーに聞こえる」とした。 デイリーニューズのJim Farberは肯定的な意見を述べ、「シングルは簡潔かつ猛烈にキャッチーであるべきであり、「ホリデイ」以来、最もすぐに受け入れられるシングル」だとした 。ファーバーは歌詞にも注目し、ダンス・ミュージックの力を歌っている事にらしさを感じるとした。この考えは彼女のデビューシングル「エヴリバディ」のように「ミュージック」がマドンナの芸術的信頼性を定義するとしたFouz-Hernándezとも共通している 。
ローリング・ストーンの『ミュージック』のレビューの中で、バリー・ウォルターズはマドンナの以前の作品と比較した 。Slant MagazineのSal Cinquemaniは本楽曲を「ヴォーグ」以来となるマドンナの最高のダンストラックと呼び、1985年のシングル「イントゥ・ザ・グルーヴ」とも比較している。マドンナの2001年のコンピレーション『GHV2』のレビューの中で、チンクエマニはシングルの「レトロなクラブ・ビートとビンテージなシンセ・サウンド」を賞賛している。彼は曲にBの評価を与え「 NASDAQの世界に住む元マテリアル・ガールだけがこのような曲に逃げ込める」と結論付けた。VibeのDimitri Ehrlichは「ミュージック」が「赤子を抱える40代のママはまだまだイケるのか」という疑問に対しての答えであるとした。エンターテインメント・ウィークリーのチャック・アーノルドは、本楽曲をマドンナの楽曲の中でも「これまでで最もエキセントリックなヒット曲」の1つと呼び、彼女の以前の作品、特に「ホリデイ」を彷彿とさせるとした。
ビルボードのチャック・テイラーは、この曲を「マドンナが最先端である事への見事なまでの主張」と称賛した。彼はラジオとリスナーの両方がマドンナが楽曲で達成した実験にショックを受けるだろうとした。同じ出版物でラリー・フリックはこの曲を「アンセム」と表現し、商業的にも好評を博していると予測している。 ニューヨーク・マガジンのイーサン・ブラウンはこの曲は「過去のダンス・カルチャーに溶け込んだポップ・オードへの記憶を引き出す」と述べ、「エレクトロバウンス、キャンプなボコーダーチャント、ファンキーなキーボードの鳴き声の派手なミックス」を賞賛した。Pop MattersのCharlotte Robisnonは「ミュージック」の魅力は、当初彼女を人気にしたマドンナの「自由奔放で楽しい精神」の性質が楽曲にあるからと信じていた。しかし彼女はそれを「間抜けなリック・ジェームスのリップオフ」だとも呼んだ。ミディアムのリチャード・ラボーは「この大胆でアグレッシブなエレクトロファンクの曲は特に叙情的なインスピレーションがあるわけではないかもしれないが、彼女の最高で最も予想外の時間の1つとして歓迎されている」と語った。
否定的な批判としてはガーディアンのギャリー・マルホランドがこのトラックを「今日の子供たちが何を求めているのかを中年のトレンドウォッチャーが勘繰ったようなサウンド（中略）子羊の皮を被った羊を決定的に定義づけた」とした。スピンのAlex Pappademasは「ダンスフロアへの解放のマントラはそうさせるように強制されていると感じる」と指摘した。QのDanny Ecclestonはこの曲を「大胆なギャンビット」と表現し、トラックがマドンナの努力に見合ってないとした。彼は電子音の使いすぎをこき下ろし、ダフト・パンクの「アラウンド・ザ・ワールド」（1997年）と本楽曲を比較した。

## チャート成績

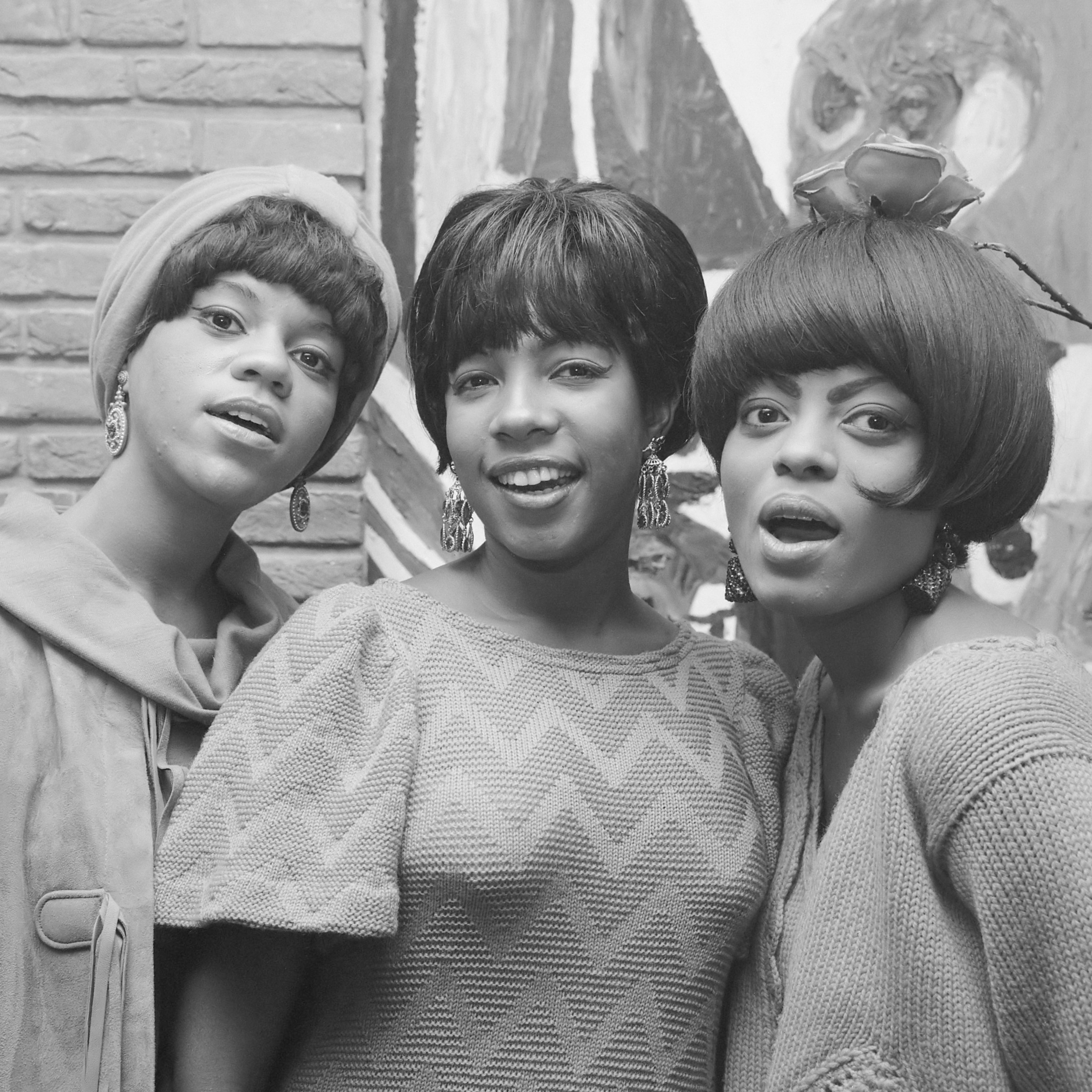
「ミュージック」の1位によってマドンナはBillboard Hot 100における最も1位を獲得したアーティストランキングでスプリームスと並び5位にランクされた。

「ミュージック」は25カ国でチャートのトップに立った。楽曲が公式にリリースされるに先立って、ラジオでは需要に応えた盛んなエアプレイが始まったと、ニューヨークのWHTZ （Z100）ステーションのプログラムディレクターであるPaul Bryantは指摘した。また楽曲の小売販売についても同様の期待があった。2000年8月12日、「ミュージック」はBillboard Hot 100の41位に登場し、これはラジオのエアプレイのみで初登場したシングルの中では2番目に高い順位であった。ビルボードのFred Bronsonはマドンナの楽曲の中では1998年10月に「 パワー・オブ・グッバイ」が24位で初登場して以来、マドンナのHot100における高い順位での初登場だとしている。この曲はHot 100 エアプレイ・チャートでは38位で初登場を果たし、380万人のリスナーを獲得した。「ミュージック」は引き続きHot 100のチャートを駆け上がり、正式にリリースされると、2000年9月9日付けのチャートでは14位から2位に急上昇した。マキシシングルと12インチのレコード合わせて62,500枚を売り上げ、Hot 100 シングルセールスチャートでは3位でデビューした。ビルボードのSilvio Pietroluongoは、「マイ・プレイグラウンド」のシングルだけが、76,000の売り上げで「ミュージック」を上回っているとしている。
翌週にはさらに156,234ユニットを売り上げ、ジャネット・ジャクソンの「ダズント・リアリー・マター」に代わって首位を獲得。マドンナがHot 100の首位を獲得したのはこれが12曲目で、1995年2月テイク・ア・バウ」以来となった。また現在までに彼女にとって最後の首位獲得シングルにもなっている。彼女はスプリームスと並んで最もHot 100でナンバーワンを獲得したアーティストの第5位にランクインした。この曲はチャートのトップに立つ曲として最高の週売上合計と最高のポイント（23,110）を獲得している。「ミュージック」はアメリカレコード協会（RIAA）からプラチナ認定を受け、100万部以上の出荷があり、2009年8月の時点では1,136万枚を販売している。CDの売上は100万枚、デジタルダウンロードはさらに217,000枚。同年の年間チャートでは17位にランクインした。リミックスの助けを借りて、この曲はダンスクラブ・チャートでも1位となり、5週間トップに留まった 。これは、2000年のダンス・クラブ・ソングの中ではトップであり、マドンナ自身の「ハング・アップ」（2005年）に次ぐ、米国で2000年代に2番目に成功したダンス・クラブ・ヒットとなった。カナダではこの曲はRPMシングルチャートに23位で初登場し、5週間後にトップになった 。合計9週間チャートのトップに存在し、RPMが2000年11月に出版をやめたときまでチャートのトップに留まった最後の曲だった。
「ミュージック」はオーストラリアとニュージーランドでも成功を収めた。この曲はARIAシングルチャートにて1位でデビューし、3週間連続で合計4週間首位を記録した。これは国内で4番目に売れているシングルであり、オーストラリアレコード産業協会（ARIA）から140,000枚の出荷でダブルプラチナに認定された。ニュージーランドでは33位でデビュー、2000年10月1日の週にようやく1位になった。 
イギリスではシングルチャートの1位を獲得。2位のSpillerの「Groovejet（If This Ai n't Love）」とは1,000枚の差だった。マドンナは同チャートで10枚のナンバーワン・シングルを持つ初のソロ女性アーティストになった 。この曲は24週間チャートに滞在し、2000年のイギリス国内で24番目に売れたレコードとなった。英国レコード産業協会（BPI）は2013年7月に本楽曲をゴールド認定し、オフィシャル・チャート・カンパニーによると「ミュージック」はマドンナにとって14番目のベストセラーシングルであり、2014年2月の時点でこの地域で415,000まいを売り上げている 。「ミュージック」は、フランスでは初登場8位が最高位で、合計20週間チャートに滞在した。2000年8月31日、「ミュージック」はスウェーデンのスヴァリイェトプリストンで2位に初登場。同様にスイスでもこの曲はナンバーワンで初登場し、チャートには21週間ランクされた。 英国とヨーロッパでのシングルのヒットにより、ラジオとダンスのチャートでは最大ポイントを獲得し、ヨーロッパのホット100シングルチャートでも首位に初登場し、6週間連続の首位を記録した。

## ミュージック・ビデオ

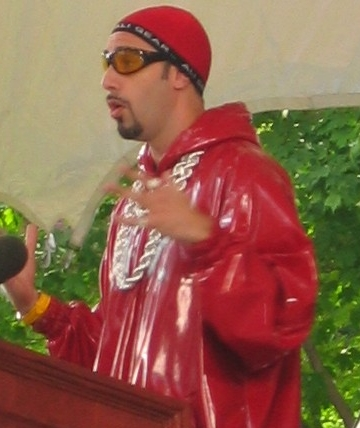
コメディアンのサシャ・バロン・コーエンは、彼のキャラクターであるアリ・G （上の写真）としてミュージックビデオに登場した。

ミュージック・ビデオは、1998年にマドンナの「レイ・オブ・ライト」のビデオを監督したジョナス・アカーランドが務めた。マドンナ、彼女の長年のバックアップシンガーであるニッキ・ハリスと友人で女優のデビ・メイザー、そしてコメディアンのサシャ・バロン・コーエンが彼の有名なキャラクターのアリ・Gとしてビデオに出演している 。マドンナは彼のクリスマススペシャルAli G、Innit（1999年）を見てから彼のファンになっており、ビデオが計画された際にコーエンが出演したら素晴らしいだろうと考えた。しかし当初彼は音楽的な側面には関与するつもりはなかった。。アカーランドはもともとはアメリカのコメディアンであるクリス・ロックをビデオに出演させるつもりだったと述べている。当時コーエンはアメリカでは知られていなかったので監督は「ダ・アリG・ショー」のクリップをみんなに見せて、アリ・Gのキャラクターへの理解を深めた。
私たちが「ミュージック」のビデオを作った時、それはなんとも奇妙な時間でした。マドンナはその時妊娠していたのですが、彼女が妊娠しているようには見せたくなかったので、それを工夫する必要がありました。私たちにはキラキラとカウボーイハットを付けた彼女と彼女のガールズ達と一緒に楽しいパーティービデオを作るアイデアがありました。そこには更にコメディーも入れたかったし、アニメーションも入れたかった。
このビデオはマドンナの妊娠と当時大きくなっていたウエストラインに対応するために2000年4月にロサンゼルスで撮影されたが、クルーは撮影のための機密文書に署名するように求められた。マドンナはビデオのコンセプトとしてステレオタイプのR＆Bとラップミュージックビデオへの彼女の見解を示したいと思っていた。彼女は一般的に男性で表現されるキャラクターを女性でやりたかった。しかし彼女の妊娠によって範囲が限られていたため、彼女は「ビデオの中では中心で何かするというよりかはどこか覗き見てるような感じ。こういった色男のようなキャラクターを演じたなら、私はそこまで動かなくてもビデオは成立する。私は1つの石で2羽の鳥を殺したのよ」 とコンセプトについて語った。
ビデオでのマドンナの見た目は「羽毛製の襟巻とステットソンを羽織った素晴らしいゲットーの女性。すべてのダイヤモンドはきらめき、彼女はラップダンスのバーに行き、豪華なリムジンの後部座席で旅する」とオブライエンにより説明された。当初ビデオの中に登場する彼女の女友達役の為に何人かの俳優を雇ったが彼女は満足しなかった。そこで彼女はマザールとハリスを呼んでビデオに出演させる事にした。「マドンナから電話があったとき、私は家にいたの。彼女は「私は実生活での女友達をそのままビデオに登場させたいの。服を着て降りてきて」と言ったの」とハリスは振り返る  。アリ・Gは撮影中セットの人々を楽しませ続け、それはマドンナがテイク中に笑いをこらえねばならないほどだった。彼女はお腹を隠すためにいつもコートを閉めたままでリムジンに座っていなければならなかった 。
ミュージック・ビデオは2000年8月22日にMTVとVH1で初放映された 。VH1チャンネルはマドンナが電話インタビューで出演したスペシャル番組「Madonna's Music」を放送した。番組はVH1のレベッカ・ランキンがホストを務め、ローリング・ストーンの音楽評論家であるジョー・レヴィとマドンナと彼女の外見についてのディスカッションをしたり、マザールとハリスのビデオインタビューも行った。更にVH1はマドンナのこれまでのビデオのカウントダウンを放送し、視聴者に向けて「ミュージック」のリミックスを放送した。
ビデオはマドンナと彼女の友達がアリ・Gが運転するリムジンに乗り込むところから始まる。曲が始まるとアリ・Gはマドンナと彼女の友達が踊ったり飲んだり出来るクラブに連れて行くように指示される。彼は彼女達をストリップクラブに連れて行き、そこでマドンナは中に入る事が出来るが、アリ・Gは入場を拒否される。アニメーションのセクションでは、マドンナがスーパーパワーを持つスーパー・ヒーローとして、屋上を飛び、水中を泳ぎ、ヒンドゥー教の神のような12本の腕を持つDJとしてクラブで働いていたりする場面が登場。その際にマドンナの以前のシングルの名前が看板として登場する。ビデオはマドンナと彼女の友人がストリッパーでいっぱいのリムジンで楽しみ、アリ・Gがランデブーに付き合うことで終わる。著者のGeorges Claude Guilbertによるとクリップ全体を通してマドンナは首に「ママ」と書かれた金のネックレスをつけている。これは彼女の妊娠を表している。ロング・バージョンではアリGがマドンナの次のシングルに参加するのを説得するために曲を一時的に中断してからラップを披露し、イライラしたマドンナは彼に曲を戻すように頼むというシーンが追加されている 。
Jarman-Ivensはマドンナが特にカウボーイ・ファッションなどを用いてアメリカンなイメージをビデオに使用している事に着目した。彼女はマドンナがアメリカーナになっており、「リッチで重層化されたファッションやカルチャー・スタイルを通じてマドンナは彼女とアメリカとの関係への探索を強調した」ことが興味深いとしている。著者はミュージック・ビデオでのマドンナの性的主張を強調し、彼女自身を「性的に自由な精神」として定義し、高価な装身具の描写にそれが表れているとした。「ミュージック」は2000年9月5日にDVDシングルとしてリリースされた。英国のミュージックビデオチャートではトップに達し、米国のミュージックビデオチャートでは3位になり、両方の地域でゴールド認定を受けた。このクリップはマッドTV!の第6シーズンでパロディ化され、それには「ムービーズ」という名前が付けられた。マドンナ役としてモー・コリンズをフィーチャーし、マドンナのこれまでのフィルモグラフィーをおちょくり、マドンナのアニメーション版が彼女の商業的に失敗した映画を表示する看板を攻撃するというものだった 。ビデオは2009年の『セレブレイション～マドンナ・オールタイム・ベストDVD』収録されている 。

## 受賞
「ミュージック」は第43回グラミー賞で最優秀レコード賞と最優秀女性ボーカル賞の2部門でノミネートを獲得した。楽曲は米国作曲家作詞家出版者協会における最もパフォーマンスされたポップソングとトップ・ダンス・ソングの2部門で受賞した。ビデオは、2000年のビルボード・ミュージック・ビデオ・アワードの「ベスト・ポップ・クリップ・オブ・ザ・イヤー」や2000年のインターナショナル・ダンス・ミュージック・アワードのベストダンスビデオ賞など、いくつかの賞を受賞した。ダニッシュ・ミュージック・アワードではベストインターナショナルヒットのトロフィーを獲得した。2000 MTVヨーロッパ・ミュージック・アワードではベスト・ソングのカテゴリーでノミネートされた。「ミュージック」は、2001年のTECアワードや、2001年のNRJミュージックアワードのインターナショナル・ソング・オブ・ザ・イヤーにもノミネートされている。
「ミュージック」は多くの評論家のマドンナのトップ・シングルのリストに含まれており、2000年代の最高の曲の1つとしてもランク付けされることがよくある。
Dotmusicは2000年のトップ10シングルに本楽曲を入れている。2003年、雑誌のQは、「史上最高の1001曲」のリストでこの曲を778位にランク付けした。ローリング・ストーンは「ミュージック」を2000年代のベスト・ソングで本楽曲を66番目に挙げており、「新しいポップスター達が彼女の電車に飛び乗ろうとしているにもかかわらず、マドンナは間違いなくペースを緩めていません。彼女が「ミュージック」を発売した時、彼女はブリトニーとクリスティーナの年齢を合わせた数よりも年上でしたが、フランスのプロデューサーであるミルウェイズからのヴィンテージのエレクトロブームとユーロディスコの繁栄、そして彼女自身の比類のない生意気さによって彼女達をもう一度スクールに連れて行きました」としている。この出版物では本楽曲はマドンナの最高の楽曲50のリストの中で9位にランク付けされ、「人種、性別、性的指向の境界を埋めるアルバムの作成に何年も費やした後、マドンナはついに音楽自体の民主化の力に明確に捧げられた曲を書きました」と記述した。 ハフポストのマシュー・ジェイコブスは彼のリスト「マドンナのシングルの中で決定的なランキング」で11位にランク付けした。ジェイコブスは「Hey Mr. DJ」というフレーズがその後、ジェニファー・ロペス、ブラック・アイド・ピース、マライア・キャリーなどの他のアーティストの楽曲に与えた影響を指摘した。
2011年、VH1は2000年のトップ・ソングのカウントダウンを作成し、「ミュージック」を28位にランク付けした 。エンターテインメント・ウィークリーも同様にマドンナのトップ35シングルのリストで「ミュージック」を7位にランク付けし「曲のメッセージは普遍的である」と述べている。Consequence ofSoundのMichael Roffmanはこのトラックを15位にリストし「ミュージック」のリリースは「本当に人々を結びつけた」としている。Pop MattersのEnio Cholaは「ミュージック」を「史上最高のマドンナのシングルトップ15」リストの5位にランク付けし「内省的な「レイ・オブ・ライト」の後、マドンナは再び踊る準備ができていて、3年代にわたるキャリアにおいても未だ純粋なメガポップヒットを書く彼女の能力が完全な形で残っている事は誰にも真似出来る事じゃない」と語った。 LAウィークリーのマイケル・クーパーは、マドンナのトップ20シングルのリストの中で本楽曲を12位にランク付けした。彼はミルウェイズのトラックの制作は「マドンナを再発明の女王として確固たるものにするのに役立った」と述べた 。アリゾナ・リパブリックのエド・マスリーは、彼のエッセンシャル・マドンナ・プレイリストの13番目に本楽曲を選んだ。ガーディアンのマドンナ60歳記念のシングルランキングのためにジュード・ロジャースが選んだリストの中で「ミュージック」は10位に挙げられており、同様にエンターテインメント・ウィークリーでは本楽曲を彼女の7番目のベストシングルとして選んだ 。

## ライブ・パフォーマンス

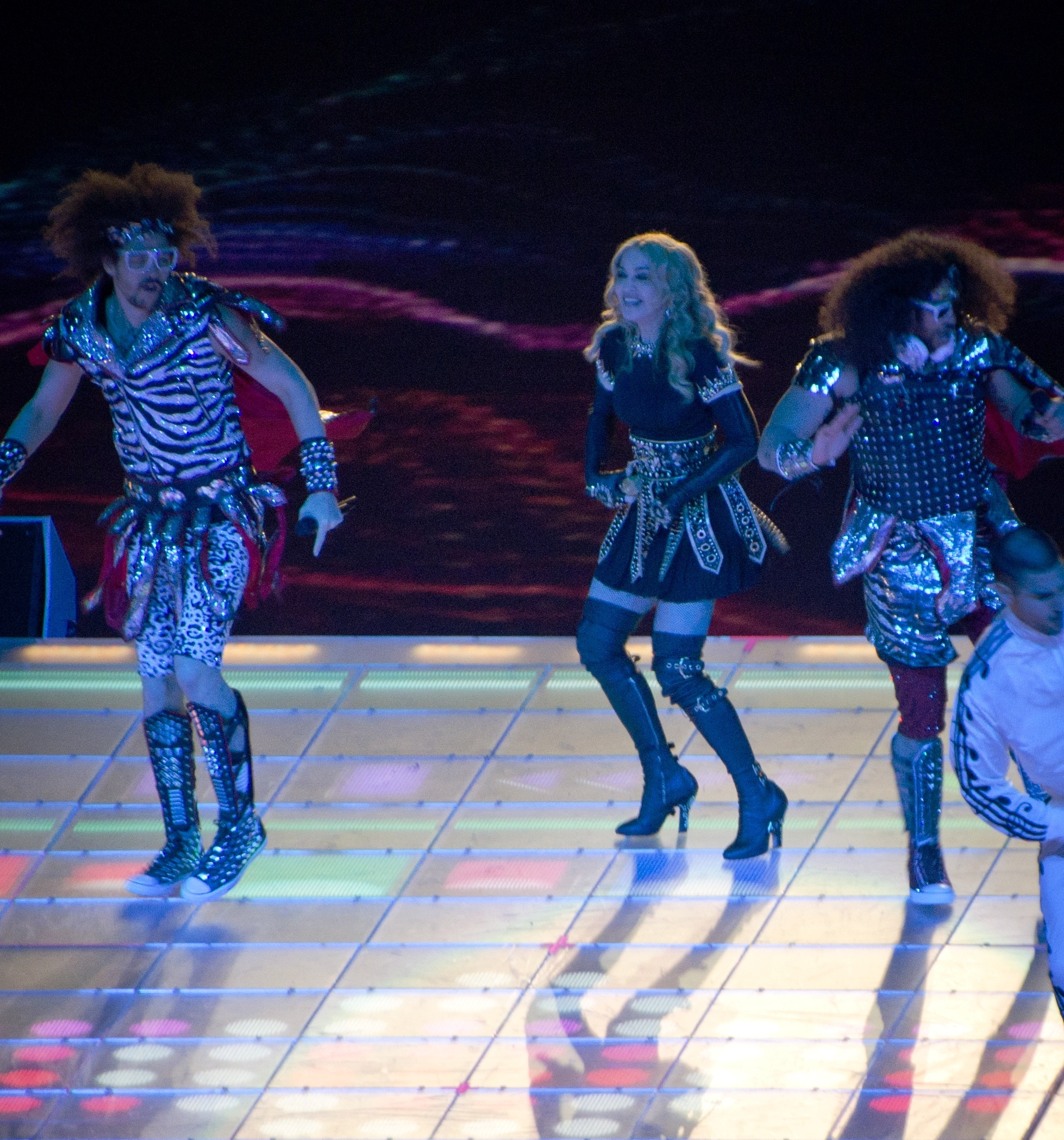
2012年2月5日のスーパーボウルXLVIハーフタイムショーで「ミュージック」と「セクシー・アンド・アイ・ノウ・イット」のマッシュアップを行うマドンナとLMFAO

「ミュージック」の最初のライブ・パフォーマンスは2000年11月5日にニューヨーク市のローズランドボールルーム、11月29日にロンドンのブリクストン・アカデミーで開催されたアルバムのプロモーション・コンサートであった 。ニューヨークでの公演中、彼女は「ブリトニー・スピアーズ」と書かれた黒いタンクトップと、カウボーイハットとブーツを着用した 。ロンドン公演では、マドンナは息子のロッコと娘のルルドの名前がプリントされた別のTシャツを着ている 。2000年11月16日、マドンナはMTVヨーロッパ・ミュージック・アワード2000で「ミュージック」を披露した。彼女はアリ・Gから「マラドーナ」として紹介され、「カイリー・ミノーグ」がプリントされたタンクトップを着ていた。1日後、彼女は英国のテレビ番組『トップ・オブ・ザ・ポップス』で「ミュージック」と「ドント・テル・ミー 」を、1週間後にフランスのテレビ番組Nulle Part Ailleursでも「ミュージック」を披露した 。
2001年2月21日、マドンナは第43回グラミー賞のオープニング・パフォーマンスを行った。ステージには5つの巨大なビデオスクリーンがあり、彼女のキャリアを総括した映像が曲に合わせて流れていた。マドンナはラッパーのバウ・ワウが運転するキャデラックでステージに登場。彼女はフルレングスの毛皮のコートを着て現れ、それを外してタイトな革のジャケットとジーンズで歌った。そして彼女はジャケットを脱いで「 マテリアル・ガール 」という言葉が入った黒いタンクトップを見せ、バックアップ・シンガーのニッキ・ハリスとドナ・デロリーと曲を歌い切った。同年のドラウンド・ワールド・ツアーでは最後のアンコールとして披露された。マドンナはタイトなブラックジーンズとカスタマイズされたドルチェ&ガッバーナのホルタートップを着用し、フロントに「マザー」、バックに「F*cker」をと書いたタンクトップを着た。彼女はダンサーに囲まれて歌を歌い、やはり過去のミュージックビデオを編集したものがバックに流された。NMEのAlex　Needhamは彼のレビューの中で、このパフォーマンスは「[マドンナがクラシックを歌うだけで観客を集団オーガズムに導くことがいかに簡単であるかを強調している」とコメントしている 。 2001年8月26日、ザ・パレス・オブ・オーバーンヒルズでのパフォーマンスは『ライヴ・イン・デトロイト 2001』としてリリースされた。
「ミュージック」は2004年のThe Re-Invention Tourでも披露された。ゆっくりとしたヒップホップ風のアレンジが冒頭に付け加えられたパフォーマンスでは、マドンナと彼女のダンサーがスコットランドのキルトを身につけ、DJブースを囲む照明付きの階段が使われた。最後に、マドンナと彼女のダンサーはキルトを持ち上げてキラキラした「FREEDOM」と書かれたパンツを見せつけた。MTVのコーリー・モスは、パフォーマンス中に「マドンナと彼女のダンサーがアリーナを蒸し暑いナイトクラブに変えた」と意見を述べた。翌年、マドンナはロンドンで開催されたLIVE 8のコンサートで「ミュージック」を演奏した 。2006年のコンフェッションズ・ツアーでは、「ミュージック」をトランプスの「ディスコ・インフェルノ」とマッシュアップした「ミュージック・インフェルノ」を披露した。ステージが真っ赤な光に包まれている間、『ザナドゥ』を彷彿とさせるローラースケートを履いた何人かのダンサーの登場からパフォーマンスは始まった 。マドンナは白いスーツを着て登場し、パフォーマンスには彼女の曲「パーティーは何処に」がサンプリングされていた
。パフォーマンスの途中で、マドンナは中央のステージに歩いて行き、MTVのコーリー・モスによると彼女は「彼女の最高の『サタデー・ナイト・フィーバー』時代のジョン・トラボルタのルーチンで、「ヒッチハイク」（親指を横に向ける）をやってみせた」。2006年8月15〜16日にロンドンで開催されたウェンブリー・アリーナでのショーでのこの曲のパフォーマンスは録音され、マドンナの2番目のライブアルバムである『コンフェッションズ・ツアー・ライヴ』(2007）に収録された。
「ミュージック」は『ハード・キャンディ』のプロモツアーでのクロージング・ソングでもあった。マドンナは肌に密着した黒いスーツとレースのトップを着ていた。Sticky & Sweet Tour （2008–09）のオールド・スクール・セグメントでも同様のアレンジで披露されたが、この際IndeepのLast Night DJ Saved My Lifeと Feddele GrandのPut Your Hands Up 4 Detroitが新たにマッシュアップされている。ニューヨーク市地下鉄をイメージした背景とともに マドンナの衣装は長い靴下とスニーカーを備えたジムショーツのペアであり、ニューヨークでの彼女の昔のことを表現している 。アルゼンチンのブエノスアイレスのエスタディオ・モヌメンタル・アントニオ・ベスプチオ・リベルティでの曲の演奏はライブCD-DVDアルバム『スティッキー・アンド・スウィート・ツアー』（2010）に録音され、後に発売された 。
2012年、マドンナは第46回スーパーボウルのハーフタイムショーに出演した際、セットリストにこの曲を含め、ゲストで登場した LMFAOの「パーティー・ロック・アンセム」と「セクシー・アンド・アイ・ノウ・イット」とのマッシュアップを披露。同年、彼女は11月14日にニューヨーク市のマディソン・スクエア・ガーデンで開催されたMDNA Tourにゲスト出演した韓国のラッパーPSYの曲「江南スタイル」と本楽曲、そして彼女の2008年のシングル「ギヴ・イット・トゥ・ミー 」のマッシュアップを演奏した 。「ミュージック」は、何千ものスワロフスキークリスタルで飾られたドレスを着たマドンナとともに、レベル・ハート・ツアー (2015〜2016) の最終セクション「ハーレム-フラッパー-ミーツ-パリ-イン-ザ-トゥエンティーズ」でも演奏された 。曲は最初ジャズ・テイストのアレンジが加えられてい 。マドンナのダンサーは「狂騒の20年代」に着想を得た衣装を着ており、そのうちの1人はトップレスだった   。ビルボードのJoe Lynchは「「ミュージック』の存在は、一部の否定的な論者が彼女がディプロと組みEDMのトレンドを追いかけていると論じた随分前から彼女がテクノをポップの主流に持ち込んだことを思い出させた」と述べた 。 2016年3月19〜20日にシドニーのシドニー・スーパードームで行われたこの曲のパフォーマンスは、ライブアルバム「レベル・ハート・ツアー」としてリリースされた。
2016年12月6日、マドンナはレイト×2ショー with ジェームズ・コーデンのカープール・カラオケの企画で「ミュージック」を歌った 。

## カバーバージョンとメディアでの使用
2004年、カナダのハイテクメタルバンドOut of Your Mouthは、デビューシングルとして「ミュージック」のカバーをリリースした。ボーカリストのジェイソン・ダーは、「私は絶対に彼女を愛しているし、彼女のレコードも買った。彼女が曲を出したとき、私はそれで頭を殴られたようだった」とコメントした 。2007年、The DynamicsはアルバムVersions Excursionsに8分間のレゲエカバーを録音してリリースした。ExclaimのDavid Dackは「歌詞もレゲエの文脈にうまく適応しているので、うまくいく」と言って、レコーディングに満足した 。フランスのメタルバンドエッツは、3枚目のスタジオアルバム『III』(2012）のボーナストラックとして曲のカバーを追加した 。さらにこの曲のリミックスされたユーロダンスのカバー・バージョンがダンス・マニア・シリーズのアルバムに収録、これには2001年のアルバム『DancemaniaSpeed6』のナンシーとボーイズによるアップテンポのカバーリミックスが含まれている。
「ミュージック」は、アメリカのリアリティ番組シリーズの第9シーズン、ル・ポールのドラァグ・レースで取り上げられた 。出場者のペパーミントとシンシア・リー・フォンテーヌの間で、第6話のリップシンク曲として使用され、前者がラウンドで優勝した。その週のランウェイは、マドンナの象徴的なルックスをテーマにしたものだった 。マドンナ自身は、13枚目のスタジオアルバムである『レベル・ハート』（2015）のトラック「Veni Vidi Vici」で、「一筋の光の光線を見た/音楽が私の命を救った」という歌詞の中で「ミュージック」のタイトルを歌詞中に使用している。

## トラックリストとフォーマット
| - アメリカ 7" / CDシングル / カセット・シングル 1. "Music" (Album Version) – 3:44 2. "Cyberraga" – 5:31 - アメリカ DVDシングル 1. "Music" (Long Video Version) – 4:45 2. "Music" (Short Video Version) – 4:23 - アメリカ 2× 12"レコード 1. A1 "Music" (HQ2 Club Mix) – 8:50 2. A2 "Music" (Groove Armada 12" Mix) – 5:30 3. B1 "Music" (Calderone Anthem Mix) – 11:55 4. B2 "Music" (Album Version) – 3:44 5. C1 "Music" (Deep Dish Dot Com Remix) – 11:21 6. D1 "Music" (The Young Collective Club Remix) – 13:16 - カナダ / 日本 / アメリカ マキシCDシングル / デジタルシングル (2020) 1. "Music" (HQ2 Club Mix) – 8:50 2. "Music" (Calderone Anthem Mix) – 11:55 3. "Music" (Deep Dish Dot Com Remix) – 11:21 4. "Music" (Groove Armada Club Mix) – 9:29 5. "Music" (The Young Collective Club Mix) – 13:16 6. "Music" (HQ2 Radio Mix) – 3:59 7. "Music" (Calderone Radio Edit) – 4:25 8. "Music" (Deep Dish Dot Com Radio Edit) – 4:15 9. "Music" (Groove Armada 12" Mix) – 5:30 | - ヨーロッパ 12" ピクチャーディスク / UK 12"レコード 1. A1 "Music" (Deep Dish Dot Com Remix) – 11:21 2. A2 "Music" (Album Version) – 3:44 3. B1 "Music" (Groove Armada Club Mix) – 9:29 4. B2 "Music" (Groove Armada GA 12" Mix) – 5:30 - オーストラリア CDシングル 1 1. "Music" (Album Version) – 3:44 2. "Music" (Deep Dish Dot Com UK Radio Mix) – 3:59 3. "Music" (Groove Armada's 7" Edit) – 3:38 4. "Music" (Deep Dish Dot Com Remix) – 11:21 5. "Music" (Groove Armada GA 12" Mix) – 5:30 6. "Music" (Groove Armada Bonus Beats) – 4:51 7. "Music" (Groove Armada Club Mix) – 9:29 8. "Music" (Short Video Version) – 4:23 9. "Music" (Long Video Version) – 4:45 - オーストラリア CDシングル 2 1. "Music" (Album Version) – 3:44 2. "Music" (Calderone Radio Edit) – 4:25 3. "Music" (HQ2 7" Mix) – 3:59 4. "Music" (The Young Collective Radio Mix) – 3:48 5. "Music" (Calderone Anthem Mix) – 11:55 6. "Music" (HQ2 Club Mix) – 8:50 7. "Music" (The Young Collective Club Mix) – 13:16 |

## クレジットとパーソナル

### クレジット
CDシングルとミュージックのライナーノーツからのクレジット。 
- Recorded at Sarm West Studios, Notting Hill, London
- Mixed at Olympic Studios, London
- Mastered at Metropolis Studios, London
- Managed by Caresse Henry for Caliente Management
- Webo Girl Publishing, Inc., Warner Bros. Music Corp (ASCAP), 1000 Lights Music Ltd, Warner-* * Tamerlane Publishing Corp. (BMI

### パーソナル
- マドンナ – ボーカル、ソングライター、プロデューサー
- ミルウェイズ - ソングライター、プロデューサー、プログラミング、ギター、キーボード
- キーリング・リー – ギター
- ジョナサン・ライト – ベース・ギター
- パトリック・ダウズ – パーカッション
- マーク・スパイク・スペント - ミキシング
- ジェイク・デヴィアス – エンジニア
- マーク・エンダート – エンジニア
- ケヴィン・リーガン – アート・ディレクション、デザイン
- マシュー・リンダーン – デザイン
- ジーン・パピティスト・モンディノ – 写真

## チャート
| チャート (2000年)                            | 最高位 |
| -------------------------------------------- | ------ |
| オーストラリア (ARIA)                        | 1      |
| オーストリア (Ö3 Austria Top 40)             | 5      |
| ベルギー (Ultratop 50 Flanders)              | 6      |
| ベルギー (Ultratop 50 Wallonia)              | 4      |
| カナダ (RPM）                                | 1      |
| カナダ・アダルトコンテンポラリー(RPM)        | 17     |
| カナダ・ダンス／アーバン (RPM)               | 2      |
| コスタリカ (El Siglo de Torreón)             | 2      |
| クロアチア (HRT)                             | 5      |
| チェコ (IFPI)                                | 1      |
| デンマーク (Tracklisten)                     | 2      |
| ヨーロッパ (Music & Media)                   | 1      |
| ヨーロッパ ラジオ Top 50 (Music & Media)     | 1      |
| フィンランド (Suomen virallinen lista)       | 2      |
| フランス (SNEP)                              | 8      |
| ドイツ (GfK Entertainment charts)            | 2      |
| ギリシャ (IFPI)                              | 1      |
| ハンガリー (Mahasz)                          | 1      |
| アイスランド (Íslenski Listinn Topp 40)      | 1      |
| アイルランド (IRMA)                          | 7      |
| イタリア (FIMI)                              | 1      |
| 日本・洋楽 (オリコン)                        | 1      |
| オランダ (Dutch Top 40)                      | 4      |
| オランダ (Single Top 100)                    | 4      |
| ニュージーランド (Recorded Music NZ)         | 1      |
| ノルウェー (VG-lista)                        | 1      |
| ポーランド (ZPAV)                            | 1      |
| ポルトガル (AFP)                             | 1      |
| ルーマニア (Romanian Top 100)                | 1      |
| スコットランド (OCC                          | 2      |
| スペイン (PROMUSICAE)                        | 1      |
| スウェーデン (Sverigetopplistan)             | 2      |
| スイス (Schweizer Hitparade)                 | 1      |
| イギリス (OCC)                               | 1      |
| イギリス・ミュージックビデオ (OCC)           | 1      |
| US Billboard Hot 100                         | 1      |
| US Adult Top 40 (Billboard)                  | 16     |
| US Dance Club Songs (Billboard)              | 1      |
| 全米ダンスセールス (ビルボード)              | 1      |
| US Pop Airplay (Billboard)                   | 2      |
| アメリカ合衆国ミュージックビデオ (Billboard) | 3      |
| US Rhythmic (Billboard)                      | 9      |

| チャート (2000年)                       | 順位 |
| --------------------------------------- | ---- |
| オーストラリア (ARIA)                   | 4    |
| ベルギー (Ultratop 50 Flanders)         | 45   |
| ベルギー (Ultratop 50 Wallonia)         | 21   |
| デンマーク (IFPI)                       | 14   |
| ヨーロッパ (European Hot 100 Singles)   | 15   |
| フランス (SNEP)                         | 26   |
| ドイツ (Official German Charts)         | 30   |
| アイスランド (Íslenski Listinn Topp 40) | 21   |
| アイルランド (IRMA)                     | 56   |
| イタリア (FIMI)                         | 7    |
| オランダ (Dutch Top 40)                 | 30   |
| オランダ (Single Top 100)               | 40   |
| ニュージーランド (Recorded Music NZ)    | 49   |
| ノルウェー (VG-lista)                   | 6    |
| ルーマニア (Romanian Top 100)           | 2    |
| スペイン (PROMUSICAE)                   | 1    |
| スウェーデン (Sverigetopplistan)        | 32   |
| スイス (Schweizer Hitparade)            | 19   |
| イギリス (OCC)                          | 24   |
| 全米 Billboard Hot 100                  | 17   |
| 全米クラブ (ビルボード)                 | 1    |
| 全米ダンス・セールス (ビルボード)       | 1    |

| チャート (2001年)       | 順位 |
| ----------------------- | ---- |
| 全米クラブ (ビルボード) | 4    |

| チャート (2000年 - 2009年) | 順位 |
| -------------------------- | ---- |
| 全米クラブ (ビルボード)    | 2    |

## 認定と売上
| 国/地域                                             | 認定        | 認定/売上数 |
| フィジカル                                          | フィジカル  | フィジカル  |
| --------------------------------------------------- | ----------- | ----------- |
| オーストラリア (ARIA)                               | 2× Platinum | 140,000^    |
| ベルギー (BEA)                                      | Gold        | 25,000*     |
| Denmark                                             |             | 8,178       |
| フランス (SNEP)                                     | Gold        | 250,000*    |
| ドイツ (BVMI)                                       | Gold        | 250,000^    |
| Japan                                               |             | 2,350       |
| Mexico                                              |             | 20,000      |
| スウェーデン (GLF)                                  | Platinum    | 30,000^     |
| スイス (IFPI Switzerland)                           | Gold        | 25,000^     |
| イギリス (BPI)                                      | Gold        | 415,000     |
| アメリカ合衆国 (RIAA)                               | Platinum    | 1,136,000   |
| デジタル                                            |             |             |
| ブラジル (ABPD)                                     | Gold        | 30,000*     |
| United States                                       |             | 217,000     |
| ビデオ                                              |             |             |
| オーストラリア (ARIA)                               | Gold        | 7,500^      |
| イギリス (BPI)                                      | Gold        | 25,000^     |
| アメリカ合衆国 (RIAA)                               | Gold        | 50,000^     |
| * 認定のみに基づく売上数 ^ 認定のみに基づく出荷枚数 |             |             |